# Bill Murphy (Baseballspieler)
William R. W. „Bill“ Murphy (* 9. Mai 1981 in Anaheim, Kalifornien) ist ein amerikanischer Baseballspieler auf der Position des Pitchers. Der Linkshänder spielt seit 2010 für die Chiba Lotte Marines in der japanischen Pacific League, davor war er seit 2007 in der nordamerikanischen Major League aktiv.
Murphy besuchte die Arlington High School in Riverside und wurde 1999 in der 24. Runde des Draft von den San Francisco Giants ausgewählt, unterzeichnete aber keinen Vertrag, sondern besuchte stattdessen die California State University, Northridge und spielte in der Big West Conference. Danach kam er in den Pool des MLB Draft 2002, bei dem er in der dritten Runde von den Oakland Athletics ausgewählt wurde und diesmal auch einen Vertrag unterschrieb. Nach zwei Jahren bei den Minor-League-Teams der Athletics kam er Ende 2003 durch einen Spielertausch zu den Florida Marlins, im Sommer 2004 durch zwei Trades an aufeinanderfolgenden Tagen vor der Trading Deadline zuerst zu den Los Angeles Dodgers, dann schließlich zu den Arizona Diamondbacks. Dort kam er ab 2005 erstmals auf AAA-Niveau bei den Tucson Sidewinders zum Einsatz und wurde bei der Roster Expansion 2007 in die erste Mannschaft versetzt. Am 3. September 2007 hatte er den ersten von insgesamt zehn Major-League-Einsätzen als Reliever für die Diamondbacks: In sechs geworfenen Innings erzielte er einen ERA von 5.69.
Im Frühjahr 2008 setzten die Diamondbacks Murphy auf Waiver, er wurde am 17. März von den Toronto Blue Jays übernommen. Dort verbrachte er die Saison 2008 im Kader des AAA-Teams Syracuse Chiefs und begann auch 2009 auf AAA-Level, nun bei den Las Vegas 51s. Im April 2008 wurde er nach der Verletzung von Jesse Litsch in den ersten Kader versetzt. Insgesamt warf Murphy in acht Spielen für die Blue Jays mit einem ERA von 3.18. Im Dezember wechselte er durch einen Einjahresvertrag zu den Chiba Lotte Marines nach Japan, die die Vorsaison mit schwachem Pitching auf Platz fünf beendet hatten.
Auch bei den Marines wurde Murphy anfangs als Reliever eingesetzt, kam aber nach einem starken Saisonauftakt vermehrt zu Starts und konnte den im Mai verletzten Yūki Karakawa ersetzen. Insgesamt warf er in der regulären Saison 2010 in 38 Spielen für Lotte, davon 20 von Beginn, und erzielte dabei einen ERA von 3.75 und einen Win-Loss-Record von 12–6.